# أوبريت مذكرات بحار
أوبريت مذكرات بحار و هو عمل مسرحي غنائي تم تقديمه سنة 1979 بمناسبة العيد الوطني الكويتي، بقلم الشاعر محمد الفايز رحمه الله يتحدث الأوبريت عن حياة البحارين والغواصين الشاقة من أجل الحصول على لقمة العيش، يتضمن العمل 12 لوحة فنية بعناوين موال، صوت عربي، نهمة مجداف، الخطفة، الهير، الخراب، دعاء قادري، مييلسي أو مجيلسي، فرحة اللقاء، القفَّال، استقبال الغواصين وفرحة العودة، كان العمل من غناء عبد العزيز المفرج (شادي الخليج) وسناء الخراز، ألحان غنام الديكان وكلمات الشاعر محمد الفايز، في 2017 تم إعادة إخراج وإنتاج هذا العمل في مركز الشيخ جابر الأحمد الثقافي وكان له حضور غفير وكان بمشاركةٍ متميزة من عبد العزيز المفرج شخصياً.